# Szputnyik, szívecském!
A Szputnyik, szívecském! (eredeti címén スプートニクの恋人 – Szupútoniku no koibito) Murakami Haruki japán író 1999-ben kiadott regénye. Magyar fordítása 2006-ban jelent meg.
A regény főhőse Szumire, egy írónövendék, aki szerelmes lesz egy nála idősebb nőbe, Miuba. Miu csodálja Szumire kibontakozóban lévő tehetségét, de nem viszonozza a fiatal lány érzelmeit. A harmadik főszereplő a névtelen narrátor, egy általános iskolai tanár, akire Szumire a regényben csak mint „K”-ra hivatkozik. „K” Szumire legjobb és egyetlen barátja, aki szerelmes a lányba.

## Cselekmény
|  | Alább a cselekmény részletei következnek! |

Szumire írónövendék, aki minden energiájával csak arra koncentrál, hogy igazi író váljék belőle. Az egyetemet időfecsérlésnek tekintette, mely csak hátráltatja írói fejlődésében, ezért otthagyta, azonban itt ismerkedett össze későbbi legjobb, és egyetlen barátjával, „K”-val. „K” elmondása szerint Szumire nem volt különösebben vonzó kinézetű lány, halszálkás szövetzakóban és munkásbakancsban járt, haja pedig szénaboglyára emlékeztetett, azonban volt benne valami, ami megragadta az embert.
Szumire huszonkét éves korában lett először életében szerelmes egy nála tizenhét évvel idősebb házas asszonyba, Miuba, akivel egy esküvői ebéden ismerkedett meg. Miu szerint Szumiréből egyszer remek író válik, azonban ehhez még hiányzik belőle a tapasztalat és az idő. Felajánlja a lánynak, hogy addig is, amíg ez kialakul benne, dolgozzon nála. Szumire beleegyezik, és idővel megdöbbentő külső és belső átalakuláson megy keresztül.
Miunak Európába kell utaznia üzleti ügyben, és Szumirét is magával viszi. A véletlen folytán úgy alakul, hogy az üzleti út végén Miunak és Szumirének lehetőse nyílik kis időt eltöltenie egy apró görög szigeten, ahonnan néhány nap után Szumire különös módon nyomtalanul eltűnik.
|  | Itt a vége a cselekmény részletezésének! |

## Magányos útitárs
A regényben Szumire Miut hívja „Szputnyik, szívecském”-nek, a műhold valójában azonban az emberi magány és elszigeteltség szimbólumává is válik a műben.
…csodálatos útitársak vagyunk, végső soron azonban nem egyebek magányos fémhalmazoknál, amelyek a maguk külön-külön pályáján keringenek. Messziről gyönyörűségesen suhanó csillagoknak tűnnek, de valójában csupán ketrecek, amelyekbe egyedül vagyunk bezárva, és sehová sem tartunk. Amikor a két műholdunk pályája véletlenül keresztezi egymást, együtt lehetünk. Talán még a szívünket is föltárjuk egymás előtt. De ez csak egy röpke pillanat. A következő másodpercben már teljes magányban száguldunk tovább. Mígnem elégünk, és semmivé leszünk.

## Magyarul
- Szputnyik, szívecském! Misztikus történet a szerelem hatalmáról; ford. Komáromy Rudolf; Geopen, Bp., 2006

## Külső hivatkozások
- Cikk a regényről a Népszabadság Online oldalán